# Campeonato Juvenil de la AFC 2004
El Campeonato Juvenil de la AFC 2004 se llevó a cabo del 25 de septiembre al 9 de octubre en Malasia y contó con la participación de 16 selecciones juveniles de Asia que disputaron una fase previa para clasificar al torneo.
Corea del Sur venció en la final a China para ganar el torneo por undécima ocasión.

## Participantes
| - China - Indonesia - India1 - Irán | - Irak - Corea del Sur - Japón - Laos | - Malasia - Nepal - Catar - Siria | - Tailandia - Uzbekistán - Vietnam - Yemen |

1- La India tomó el lugar de Turkmenistán, quien abandonó el torneo.

## Fase de grupos

### Grupo A
| País    | Pts | J | G | E | P | GF | GC | GD |
| ------- | --- | - | - | - | - | -- | -- | -- |
| Japón   | 9   | 3 | 3 | 0 | 0 | 7  | 0  | +7 |
| Malasia | 6   | 3 | 2 | 0 | 1 | 4  | 3  | +1 |
| Nepal   | 3   | 3 | 1 | 0 | 2 | 1  | 6  | -5 |
| Vietnam | 0   | 3 | 0 | 0 | 3 | 0  | 3  | -3 |

| 25 de septiembre de 2004 | Japón                                       | 3 - 0 | Nepal |  |  |
|                          | Kokeguchi 15' · Hirayama 33' · Nakayama 59' |       |       |  |  |

| 25 de septiembre de 2004 | Vietnam | 0 - 1 | Malasia     |  |  |
|                          |         |       | Linggam 62' |  |  |

| 27 de septiembre de 2004 | Nepal               | 1 - 0 | Vietnam |  |  |
|                          | Maharjan 62' (pen.) |       |         |  |  |

| 27 de septiembre de 2004 | Malasia | 0 - 3 | Japón                                      |  |  |
|                          |         |       | Kokeguchi 2' · Takanagi 42' · Morimoto 68' |  |  |

| 29 de septiembre de 2004 | Japón        | 1 - 0 | Vietnam |  |  |
|                          | Morimoto 66' |       |         |  |  |

| 29 de septiembre de 2004 | Malasia                                      | 3 - 0 | Nepal |  |  |
|                          | Talaha 42' · Zainal 68' · Singh 90+3' (a.g.) |       |       |  |  |

### Grupo B
| País      | Pts | J | G | E | P | GF | GC | GD |
| --------- | --- | - | - | - | - | -- | -- | -- |
| China     | 7   | 3 | 2 | 1 | 0 | 6  | 1  | +5 |
| Catar     | 6   | 3 | 2 | 0 | 1 | 3  | 2  | +1 |
| Irán      | 4   | 3 | 1 | 1 | 1 | 7  | 4  | +3 |
| Indonesia | 0   | 3 | 0 | 0 | 3 | 3  | 12 | -9 |

| 25 de septiembre de 2004 | China | 0 - 0 | Irán |                              |  |
|                          |       |       |      | Asistencia: 750 espectadores |  |

| 25 de septiembre de 2004 | Catar        | 1 - 0 | Indonesia |  |  |
|                          | Al-Dahri 10' |       |           |  |  |

| 27 de septiembre de 2004 | Irán           | 1 - 2 | Catar                            |  |  |
|                          | Kolahkaj 45+2' |       | Abdulla 2' (pen) · Al-Hajari 54' |  |  |

| 27 de septiembre de 2004 | Indonesia   | 1 - 5 | China                                                              |  |  |
|                          | Solossa 57' |       | Junmin 11' · Wangsong 14' · Haibin 20' · Ting 39' · Longyuan 90+2' |  |  |

| 29 de septiembre de 2004 | China        | 1 - 0 | Catar |  |  |
|                          | Fangzhuo 56' |       |       |  |  |

| 29 de septiembre de 2004 | Irán                                                | 6 - 2 | Indonesia |  |  |
|                          | Midavoodi 39' · Oladi 43' 57' 61' 71' · Rasouli 79' |       |           |  |  |

### Grupo C
| País       | Pts | J | G | E | P | GF | GC | GD |
| ---------- | --- | - | - | - | - | -- | -- | -- |
| Uzbekistán | 7   | 3 | 2 | 1 | 0 | 8  | 4  | +4 |
| Siria      | 7   | 3 | 2 | 1 | 0 | 7  | 3  | +4 |
| Laos       | 3   | 3 | 1 | 0 | 2 | 4  | 9  | -5 |
| India      | 0   | 3 | 0 | 0 | 3 | 2  | 5  | -3 |

| 26 de septiembre de 2004 | Uzbekistán                                           | 5 - 2 | Laos                          |  |  |
|                          | Kuzibiyev 54' 71' 74' · Bikmoev 84' · Abdullayev 89' |       | Souvanh 57' · Phaphovanin 82' |  |  |

| 26 de septiembre de 2004 | Siria                         | 2 - 1 | India       |  |  |
|                          | Al-Atasi 55' · Al Hussain 77' |       | Pariyar 30' |  |  |

| 28 de septiembre de 2004 | Laos             | 1 - 4 | Siria                                                    |  |  |
|                          | Insysiangmay 34' |       | Al Agha 10' · Al Hussain 32' · Kailouni 35' · Al Haj 73' |  |  |

| 28 de septiembre de 2004 | India     | 1 - 2 | Uzbekistán                     |  |  |
|                          | Singh 67' |       | Kleskov 28' · Abdullayev 90+2' |  |  |

| 30 de septiembre de 2004 | Uzbekistán          | 1 - 1 | Siria      |  |  |
|                          | Djatdoyev 3' (pen.) |       | Jenyat 79' |  |  |

| 29 de septiembre de 2004 | Laos          | 1 - 0 | India |  |  |
|                          | Phanthaya 77' |       |       |  |  |

### Grupo D
| País          | Pts | J | G | E | P | GF | GC | GD |
| ------------- | --- | - | - | - | - | -- | -- | -- |
| Irak          | 9   | 3 | 3 | 0 | 0 | 7  | 0  | +7 |
| Corea del Sur | 4   | 3 | 1 | 1 | 1 | 5  | 4  | +1 |
| Tailandia     | 4   | 3 | 1 | 1 | 1 | 3  | 4  | -1 |
| Yemen         | 0   | 3 | 0 | 0 | 3 | 1  | 8  | -7 |

| 26 de septiembre de 2004 | Corea del Sur | 0 - 3 | Irak                           |  |  |
|                          |               |       | Mubarak 42' 84' · Majeed 90+1' |  |  |

| 26 de septiembre de 2004 | Tailandia              | 2 - 1 | Yemen |  |  |
|                          | Winothai 3' 39' (pen.) |       |       |  |  |

| 28 de septiembre de 2004 | Irak                     | 2 - 0 | Tailandia |  |  |
|                          | Abdullah 7' · Hassan 32' |       |           |  |  |

| 28 de septiembre de 2004 | Yemen | 0 - 4 | Corea del Sur                                   |  |  |
|                          |       |       | Seung-Yong 9' · Jin-Kyu 13' · Chu-Young 37' 79' |  |  |

| 30 de septiembre de 2004 | Corea del Sur | 1 - 1 | Tailandia         |  |  |
|                          | Chu-Young 41' |       | Tae-Won 7' (a.g.) |  |  |

| 29 de septiembre de 2004 | Irak                  | 2 - 0 | Yemen |  |  |
|                          | Waleed 33' · Issa 87' |       |       |  |  |

## Fase final

### Cuartos de final
3 de octubre de 2004
| Japón | 0 - 0 (Pen. 5-3) | Catar |

| Uzbekistán | 1 - 3 | Corea del Sur |

| China | 3 - 0 | Malasia |

| Irak | 0 - 1 | Siria |

### Semifinales
6 de octubre de 2004
| Japón | 2 - 2 (Pen. 1-3) | Corea del Sur |

| China | 1 - 0 | Siria |

### Tercer lugar
9 de octubre de 2004
| Japón | 1 - 1 (Pen. 4-3) | Siria |

### Final
| 9 de octubre de 2004 | Corea del Sur     | 2 - 0 | China | Estadio Kuala Lumpur, Kuala Lumpur, |  |
|                      | Chu-Young 38' 45' |       |       |                                     |  |

## Campeón
| Campeonato Juvenil de la AFC 2004 |
| --------------------------------- |
| Bandera de Corea del Sur          |
| Corea del Sur 11º Título          |

## Clasificados al Mundial Sub-20
| - China - Corea del Sur | - Japón - Siria |